# Иван Ивановић (књижевник)
Иван Ивановић (Ниш, 19. децембар 1936) српски је књижевник. Његов легат део је Удружења за културу, уметност и међународну сарадњу „Адлигат”.

## Живот
Рођен је 19. децембра 1936. године у Нишу. Отац Божидар, Божа Ивановић, официр, погинуо је у Другом светском рату борећи се у саставу Југословенске војске у Отаџбини Драгољуба Михаиловића, а мајка Миља била је учитељица у селу Житном Потоку у Пустој реци, одакле су Ивановићи и пореклом.
Основну школу завршио је у Житном Потоку, гимназију у Прокупљу. Дипломирао је светску књижевност на Филолошком факултету у Београду.
Десет година је радио као средњошколски професор књижевности у Александровцу и Куршумлији, а онда отпуштен из службе. После тога се преселио у Београд, где се бави писањем у виду професије. У време СФРЈ су му књиге забрањиване, а он суђен због њих. У то доба су га бранили познати адвокати Срђа Поповић и Миливоје Перовић, па је избегао затворску казну.
Настанком вишестраначја у Србији, постаје активни опозиционар као члан Демократске странке и активно учествује у свим протестима против Милошевића деведесетих година. Из Демократске странке се ишчланио 6. октобра 2000. године. Као члан Српског покрета обнове био је на дужности помоћника министра културе од 2004. до 2006. године.

## Књижевни рад и судски прогон власти
У литературу је ушао 1972. године романом „Црвени краљ” који је штампан у хиљаду примерака. Књигу је написао 1969. у Куршумлији у време када су са политичке сцене уклањане неподобне струје у партији - либерали. Првобитно није могао да пронађе издавача и био је одбијен неколико пута. Године 1972. књигу је објавио један од ретких независних издавача у Србији тог периода, Слободан Машић.
Главни лик у роману је фудбалер Зоран Југовић (Зока Кинг), који емигрира у Америку где успешно игра фудбал. За лика је писац имао инспирацију у популарним фудбалерима Драгославу Шекуларцу, Јовану Миладиновићу и Велибору Васовићу. За власт проблематичан део у роману је био када главни лик каже: „Ма та Југославија је земља у којој не желим да живим, мајке јој га...“
Јавни тужилац у Прокупљу је сматрао да роман „напада Југославију и социјализам”. Комунистичка власт је роман забранила свега два месеца након изласка, писца осудила на две године затвор и отпустила га с посла као морално и политички неподобног да васпитава омладину.
На суђењу за забрану књиге Ивановићев издавач Слободан Машић је за вештаке изабрао професора етике Вука Павићевића и професора права Радомира Лукића. Павићевић је говорио је да се они нису изборили за револуцију да бисмо забрањивала књиге, да и четничка деца имају право да пишу као и сви други... Јавни тужилац је у једном тренутку рекао Павићевићу: „Професоре, свака Вама част, ја знам да сте Ви велики зналац и комуниста, члан ЦК, али ја имам податке од Удбе да је тај главни јунак, Зоран Југовић радио за ЦИА.“
Већина интелектуалаца је подржавала Ивановића, посебно Борислав Пекић, Драгослав Михаиловић и Бранко Ћопић. Други писци и интелектуалци држали су се по страни, попут Миодрага Павловића, Васка Попе, Мирка Ковача и Данила Киша.
Током прогона књижевника, његову кућу је у више наврата претресала УДБА. Главни повод за то је био случај када су му наводно пронашли емигрантски четнички лист, који му је испао из писма које му је предао и захтевао да писмо отвори, секретар школе где је био запослен.
Првобитну пресуду су преиначили, због притиска јавности и процене да не би остављала добар утисак у народу. Иако је пресуда била поништена, Ивановић никада није био рехабилитован нити је добио обештећење.
Седамдесетих и осамдесетих година бива суочен са великим проблемима око издавања својих других дела, да би тек крајем деведесетих његова дела добила на значају и коначно био признат као значајан српски савремени писац.
Роман „Црвени краљ” је поново објавио БИГЗ 1984. године.

## Легат Ивана Ивановића
Његов легат део је Удружења за културу, уметност и међународну сарадњу „Адлигат”. У легату се налази 821 монографска публикација, од чега је две трећине потписано са посветом аутора, 165 примерака периоде и 121 предмет за посебне фондове. Легат обухвата Ивановићеву архиву, рукописе, исечке из новина и многобројна документа која се односе на прогон и судске процесе који су се у више наврата водили против њега. У легату се налази оригинално судско решење о забрани књиге "Црвени краљ" те одлуке о избацивању са посла поводом објаве књиге. Након чина забране различито су реаговале Ивановићеве колеге писци. Тако Борислав Пекић шаље писмо подршке и изражава противљење цензури и гушењу слобода писца. Његово писмо као и кореспонденција вођена поводом процеса, такође су део легата. Ивановић је у свој легат оставио и антиратну књигу „Уклети Србијанац” која није била по вољи власти у Србији са почетка деведесетих, тако да је тек мали број примерака књиге штампан у ограниченом тиражу и сачуван, док је остатак тиража вероватно завршио у старом папиру.

## Дела

### Романи
- Црвени краљ (1972)
- Време спорта и разоноде (1978)
- Аризани (1982)
- Живи песак – живо блато (1986)
- Нишки гамбит (1988)
- Југовац или Како ући у историју (1989)
- Фудбалска генерација (1990)
- Браћа Југовићи или Како изаћи из историје (1990)
- Уклети Србијанац (1993)
- Војвода од Лесковца (1994)
- Црни дани Раке Драинца (1997)
- Драинац између четника и партизана (2003)
- Народна буна; Четници (Први део трилогије) (2006)
- Народна буна; Топличка држава (Други део трилогије) (2007)
- Портрет уметника у старости: роман без лажи (2007)
- Драинац (2011)
- Народна буна; Партизани (Трећи део трилогије) (2014)
- "Иванов гамбит" (водич кроз опус писца), издавачи "Адлигат" и библиотека "Милутин Бојић" Београд, 2020.

### Збирке новела
- Икаров лет / Разговор са Лујом (1968)
- Новеле - мале (1997). Ова књига садржи 7 новела[5]: „Медвед у јужној Србији”, „Икаров лет или између оца и ујака”, „Икаров пад или повратак у завичај”, „Разговор са Лујом”, „Кучка и њени синови”, „Шећер дете”, „Шопска амбасада”.
- Новеле - велике (1997). Ова књига садржи 8 новела[6]: То су: „Два мртва песника”, „Гаринча”, „Козја крв”, „Орлови нокти”, „Џика из Џигољ”, „Лопта је округла”, „Вампир”, „Бели анђео”, „Холанђанин луталица”.
- Како упокојити Драинца - Антрополошке новеле (2011). Ова књига се састоји од десет новела[7]: „Европа у Србији”, „Вампири су међу нама”, „Миракулум на правном факултету у Београду”, „Српске академије”, „Упокојен Драинац”, „Рат романима у Топлици”, „После педесет година у Жупи”, „Дон Вито Корлеоне”, „Србија неће да чује за Власту из Шаркамена”, „Мртав писац”.

### Драме
- Црвени певац, црни рак (2001)
- Ниш на крсту: три драме из политичког живота Ниша [Удбаш; Црвени певац; Нишки трибунал] (2005)

### Збирка поезије
- Читанка српске политичке поезије (са Маринком Арсићем Ивковим)

### Политички списи
- Српска прича: четници и партизани
- Нисам крив
- Антиполитичар (2004)
- Дража Михаиловић на суду историје - есеј-расправа (2012)

### Роман о њему
- Драгољуб Тодоровић - Случај „Црвени краљ“: (осуда и изгон Ивана Ивановића) (2005)[8]